# Angelo Farrugia
Angelo Farrugia (Musta, 29 dicembre 1955) è un politico maltese, presidente della Camera dei rappresentanti dall'aprile 2013.

## Biografia
Dal 1977 fino alla sua elezione in Parlamento nel 1996 è stato sovrintendente di polizia. Entrato in Parlamento tra le file del partito laburista, viene rieletto nelle successive tornate elettorali del 1998, del 2003 e del 2008.
Nel 1996 Farrugia viene nominato capo della delegazione maltese all'Assemblea parlamentare dell'OSCE e, in tale veste, partecipa ad una serie di missioni internazionali di osservazione elettorale in Georgia, Palestina, Montenegro e Zambia.
Dal 1998 al 2008 è stato Ministro ombra della Giustizia e dal 2008 al 2012 ha ricoperto la carica di vice-capo del gruppo parlamentare laburista nonché portavoce dell'opposizione sui temi del lavoro e dei diritti dei lavoratori. 
Nell'aprile 2013, a seguito dell'ampia affermazione elettorale del partito laburista e della formazione del Governo guidato dal primo ministro Joseph Muscat, Farrugia viene nominato presidente della Camera dei rappresentanti.

## Vita privata
Farrugia è sposato con Carmen Zammit dalla quale ha avuto una figlia, Caroline.